# Arena Nürnberger Versicherung
L'Arena Nürnberger Versicherung est une salle omnisports située à Nuremberg en Bavière. 
Elle est principalement utilisée pour le hockey sur glace avec les matchs des Ice Tigers de Nuremberg (capacité de 8 200 places), le basket-ball avec le Nürnberg BC ou le handball avec le HC Erlangen (capacité de 8 130 places). Pour les concerts, sa capacité est de 11 000 places.
Située juste à côté du Stade de Nuremberg (Max-Morlock-Stadion), la salle a ouvert ses portes le 1er février 2001 et a remplacé le Linde-Stadion.